# André De Toth
André De Toth, pseudonimo di Endre Antal Miksa (Csongrád, 15 maggio 1913 – Burbank, 27 ottobre 2002), è stato un regista, sceneggiatore e drammaturgo ungherese naturalizzato statunitense.
Diresse oltre 30 film e lavorò anche per la televisione.

## Biografia
Nato nel sud dell'Ungheria (allora impero austro-ungarico), si trasferì a Budapest per studiare Legge, ma presto si appassiono' al teatro, per il quale iniziò a scrivere opere che riscossero subito un certo successo tanto da attirare l'attenzione dello scrittore Ferenc Molnár. Passò subito al cinema dove continuò a lavorare come sceneggiatore, assistente regista e talvolta anche come attore. Nel 1939 gli venne affidata la prima regia e, dopo aver realizzato in pochissimo tempo 4 film, fu chiamato in Inghilterra da un altro ungherese, Alexander Korda, come montatore e assistente.
Nel 1942 si trasferì a Los Angeles. A Hollywood preferì lavorare da indipendente e quindi non firmare nessun contratto a lungo termine con le major. Per questo motivo gli vennero affidati film con basso budget e, per avere un compenso maggiore, si impegnava anche come sceneggiatore spesso non accreditato. Nel 1951, grazie al film Romantico avventuriero, ottenne la candidatura per la migliore sceneggiatura assieme a William Bowers. È ricordato principalmente per i lavori western ma realizzò anche noir e collaborò a film storici in Italia. Tra i suoi lavori, va ricordato uno dei primi film in 3D, La maschera di cera (1953). Morì all'età di 89 anni a causa di un aneurisma.

### Vita privata
Fu sposato dal 1944 al 1952 con l'attrice Veronica Lake, dalla quale ebbe due figli: Andre Anthony e Diana, anch'essa attrice.

## Filmografia parziale

### Regista e sceneggiatore
- Morgan il pirata, co-regia con Primo Zeglio (1960)

### Regista
- Il ladro di Bagdad (The Thief of Bagdad) (1940), regista della seconda unità
- Passaporto per Suez (Passport to Suez) (1943)
- Nessuno sfuggirà (None Shall Escape) (1943)
- Acque scure (Dark Waters) (1944)
- La donna di fuoco (Ramrod) (1947)
- Orchidea bianca (The Other Love) (1947)
- Tragedia a Santa Monica (Pitfall) (1948)
- Furia dei tropici (Slattery's Hurricane) (1949)
- Il cavaliere del deserto (Man in the Saddle) (1951)
- Nevada Express (Carson City) (1952)
- La maschera di fango (Springfield Rifle) (1952)
- Nuvola nera (Last of the Comanches) (1953)
- La maschera di cera (House of Wax) (1953)
- Per la vecchia bandiera (Thunder Over the Plains) (1953)
- Lo straniero ha sempre una pistola (The Stranger Wore a Gun) (1953)
- Tanganika (Tanganyika) (1954)
- La città spenta (The City Is Dark - Crime Wave) (1954)
- Cacciatori di frontiera (The Bounty Hunter) (1954)
- L'assedio di fuoco (Riding Shotgun) (1954)
- Il cacciatore di indiani (The Indian Fighter) (1955)
- Interpol squadra falsari (Hidden Fear) (1957)
- Quando la bestia urla (Monkey on My Back) (1957)
- I due volti del Generale Ombra (The Two-Headed Spy) (1958)
- La notte senza legge (Day of the Outlaw) (1959)
- Spionaggio al vertice (Man on a String) (1960)
- Morgan il pirata (1961) assieme a Primo Zeglio
- I mongoli (1961) assieme a Leopoldo Savona
- Lawrence d'Arabia (Lawrence of Arabia) (1962) regista seconda unità, non accreditato
- Oro per i Cesari (1963) accreditato assieme a Sabatino Ciuffini in realtà diretto da Riccardo Freda
- I sette senza gloria (Play Dirty) (1969)
- Superman (Superman) (1978) regista seconda unità, non accreditato

### Sceneggiatore
- Lydia, regia di Julien Duvivier (1941), non accreditato
- Veleno in paradiso (The Guest in the House), regia di John Brahm (1944), non accreditato
- Disonorata (Dishonored Lady), regia di Robert Stevenson (1947), non accreditato
- Tragedia a Santa Monica (Pitfall), regia di André De Toth (1948)